# Extreme Measures
Extreme Measures (en España, Al cruzar el límite; en Hispanoamérica, Medidas extremas) es una película de suspense de 1996 basada en la novela homónima publicada en 1991 por Michael Palmer. 

## Argumento
Guy Luthan (Hugh Grant) es un médico inglés que trabaja en un hospital de Nueva York. Cuando desaparece el cuerpo de un hombre que falleció en su sala de urgencias, hace preguntas que por lo visto a nadie le agradan. El doctor Luthan sigue con sus averiguaciones y visita al eminente cirujano Lawrence Myrick (Gene Hackman). Entonces Luthan comienza a darse cuenta de que corre un serio peligro, ya que hay algunas personas dispuestas a impedir como sea que conozca los secretos del hospital.
Alguien coloca cocaína en su casa y la policía lo arresta, durante el juicio posterior pierde su trabajo, su licencia médica y sus amigos. Desesperado, se las arregla para contactar con varios vagabundos que conocían al hombre que murió en urgencias.
Siguiendo esta pista descubre que el doctor Myrick está usando a vagabundos para sus experimentos médicos en busca de una cura para la tetraplejia.
Myrick intenta convencer a Guy para que se una a su equipo diciéndole que los "sujetos de prueba" son héroes y que su sacrificio bien vale la pena. Guy le responde que esas personas no eligieron ser héroes y eso convierte a Myrick en un simple asesino. Myrick muere de forma accidental, la trama se descubre y la viuda del doctor dona a Guy toda la documentación de su investigación diciéndole que su marido intentaba hacer algo bueno por un medio malo y eso no tiene justificación.

## Reparto principal
- Hugh Grant ... Dr. Guy Luthan
- Gene Hackman ... Dr. Lawrence Myrick
- Sarah Jessica Parker ... Jodie Trammel
- David Morse ... agente del FBI Frank Hare
- Bill Nunn ... Detective Bob Burke
- John Toles-Bey ... Bobby
- Paul Guilfoyle ... Dr. Jeffrey Manko
- Debra Monk ... Dra. Judith Gruszynski
- Shaun Austin-Olsen ... Claude Minkins
- André De Shields ... Teddy Dolson
- J. K. Simmons ... Dr. Mingus
- Peter Appel ... Detective Stone
- Diana Zimmer ... Helen
- Nancy Beatty ... Ruth Myrick